# Freiheit, Macht und Pracht
Die Ausstellung Freiheit, Macht und Pracht. Niederländische Kunst im 17. Jahrhundert fand vom 21. Juni bis 23. August 2009 im Von der Heydt-Museum in Wuppertal statt.

## Die Ausstellung
Die Eröffnung der Ausstellung erfolgte am Vormittag des 21. Juni 2009 im Rahmen einer Vernissage mit etwa 500 geladenen Gästen, darunter diplomatische Vertreter der Niederlande. In der Ausstellung wurden Werke der niederländischen Malerei des Goldenen Zeitalters gezeigt, darunter Werke von Peter Paul Rubens, Cornelis de Vos, Frans Snyders, Jan van Goyen, Jan Davidsz. de Heem, Aert de Gelder, Nicolaes Berchem und anderen. Während des Goldenen Zeitalters, das sich über das 17. Jahrhundert erstreckte, erlebten die Niederlande eine wirtschaftliche und kulturelle Blütezeit, die besonders in der Malerei sichtbar wurde. Zur gleichen Zeit wurde das Land immer wieder von kriegerischen Auseinandersetzungen wie dem Achtzigjährigen Krieg und dem Holländischen Krieg, dem Rampjaar und Ausbrüchen der Pest erschüttert. Die religiösen Spannungen führten zur Teilung der Spanischen Niederlande in die protestantische Republik der Sieben Vereinigten Provinzen im Norden und den katholischen Rest im Süden. Die Ausstellung hatte das Ziel, den Gegensatz zwischen Kriegen und Zeiten der Not auf der einen und Friedenszeiten mit steigendem Wohlstand und kultureller Blüte andererseits aufzuzeigen.
Die 155 Gemälde der Ausstellung wurden in zehn Einheiten gegliedert, die Titel wie „Das neue Nationalgefühl“, „Wirtschaft und Handel“, „Politik, Krieg, Staat und Gesellschaft“, „Arbeit, Alltag und Vergnügen“, „Religion, Moral und Wissenschaft“, „Tulpen und andere Kostbarkeiten“ und „Sehnsucht nach dem Anderen und Fernen“ trugen. Innerhalb dieser Kapitel wurden Gemälde präsentiert, deren Darstellungen die historischen Ereignisse thematisierten oder illustrierten. Darüber hinaus dienten sie als Beispiele für Bildtypen wie Porträts, Stillleben oder Landschaftsbilder, deren Entstehung oder zeittypische Ausprägung sie erklären halfen. Die Kuratorin war bemüht, erstmals in einer großen Ausstellung niederländischer Malerei die Kunst- und Sozialgeschichte gemeinsam darzustellen.
Die Ausstellung wurde von Nicole Hartje-Grave kuratiert. Ein umfangreicher Katalog mit umfassend recherchierten Beschreibungen und farbigen Abbildungen aller ausgestellten Gemälde wurde von Gerhard Finckh und Hartje-Grave herausgegeben.

## Gemälde in der Ausstellung (Auswahl)
| Bild | Titel                                                                               | Künstler                     | Entstehung | Format         | Werkverzeichnis | Sammlung, Ort                                                                              |
| ---- | ----------------------------------------------------------------------------------- | ---------------------------- | ---------- | -------------- | --------------- | ------------------------------------------------------------------------------------------ |
|      | Porträt Erzherzog Albrecht VII. von Österreich                                      | Peter Paul Rubens            | 1615       |                |                 | Nidwaldner Museum, Stans                                                                   |
|      | Porträt Erzherzogin Isabella Clara Eugenia                                          | Peter Paul Rubens            | 1615       |                |                 | Nidwaldner Museum, Stans                                                                   |
|      | Die Plünderung des Dorfes Wommelgem durch Truppen der aufständischen Provinzen      | Sebastian Vrancx             | 1615–1620  |                |                 | Museum Kunstpalast, Düsseldorf                                                             |
|      | Bildnis einer holländischen Familie                                                 | Thomas de Keyser             | um 1624    | 59 × 71 cm     |                 | Herzogliches Museum Gotha                                                                  |
|      | Bildnis des Don Fernando, Kardinal-Infant von Spanien                               | Peter Paul Rubens            | 1628       | 117,7 × 84 cm  | 12              | Alte Pinakothek, München                                                                   |
|      | Porträt des Gerard Pietersz. Hulft                                                  | Govaert Flinck               | 1654       | 130 × 103 cm   | 207             | Rijksmuseum Amsterdam                                                                      |
|      | Die Nieuwe Kerk in Delft mit dem Prunkgrab Wilhelm von Oraniens                     | Emanuel de Witte             | um 1655    | 108 × 91 cm    |                 | Kunst Museum Winterthur – Reinhart am Stadtgarten                                          |
|      | Die verkehrte Welt                                                                  | Jan Steen                    | 1663       | 105 × 145,5 cm |                 | Kunsthistorisches Museum, Wien                                                             |
|      | Trompe-l’Oeil eines geöffneten Wandschranks                                         | Cornelis Gijsbrechts         | um 1665    |                |                 | SØR Rusche Sammlung, Oelde/Berlin                                                          |
|      | Dame mit Papagei am Fenster                                                         | Caspar Netscher              | 1666       | 45,7 × 36,2 cm |                 | Eigener Bestand (2014 restituiert, jetzt in der National Gallery of Art, Washington, D.C.) |
|      | Der Dam in Amsterdam                                                                | Gerrit Adriaensz. Berckheyde | 1668       | 70 × 110 cm    |                 | Königliches Museum der Schönen Künste, Antwerpen                                           |
|      | Gruppenbild der Familie de Man in der Apotheke 'In de Spiegel' am Delfter Wijnhaven | Cornelis de Man              | ca. 1670   | 90 × 112 cm    |                 | Nationalmuseum Warschau                                                                    |
|      | IJ vor Amsterdam mit der Fregatte De Ploeg                                          | Ludolf Bakhuizen             | ca. 1690   | 68 × 81 cm     |                 | Rijksmuseum Amsterdam                                                                      |
|      | Allegorie vom Wohlstand und der Blüte Hollands                                      | Nicolaas Verkolje            | 1700–1702  |                |                 | Privatbesitz                                                                               |

## Katalog
- Gerhard Finckh und Nicole Hartje-Grave (Hrsg.): Freiheit, Macht, Pracht. Niederländische Kunst im 17. Jahrhundert. Von der Heydt-Museum, Wuppertal 2009, ISBN 978-3-89202-074-5, Inhaltsverzeichnis.